# Apicencya nuda
Apicencya nuda är en skalbaggsart som beskrevs av Marc Lacroix 1993. Apicencya nuda ingår i släktet Apicencya och familjen Melolonthidae. Utöver nominatformen finns också underarten A. n. griveaudi.